# Ibelín

El escudo de armas de Ibelín.

Ibelín fue un castillo en el Reino Cruzado de Jerusalén en el siglo XII (actualmente Yavne), y también el apellido de una importante familia de nobles.

## El castillo
El lugar donde se sitúa Ibelín fue ocupado desde tiempos antiguos; los romanos lo llamaban Iamnia. El castillo cruzado fue construido en 1141 entre Jaffa y Ascalón, cerca de Montgisard y Ramla. En aquel momento Ascalón estaba controlado por el Egipto Fatimí, y anualmente, los ejércitos egipcios salían desde Ascalón para atacar el reino cruzado. Ibelín fue construido para contener esos ataques y reducirlos a un área más pequeña. El castillo original, construido por el Rey Fulco de Jerusalén, tenía cuatro torres.

## La familia: primera y segunda generación
La familia Ibelín pasó de los orígenes más humildes a convertirse en una de las familias nobles más influyentes en los reinos de Jerusalén y Chipre. Afirmaban ser descendientes de los vizcondes Le Puiset de Chartres, pero esto parece ser más bien una invención posterior. Con más probabilidad procedían de Pisa en Italia, donde el nombre Barisán es común tanto en la Toscana como en Liguria asociado a la Familia Azzopardi. El primer miembro conocido de la familia fue Barisán, que aparentemente fue un caballero que entró al servicio del Conde de Jaffa, y que cerca del año 1110 llegó a ser Condestable de Jaffa. Como recompensa por sus leales servicios, se casó en 1122 con Helvis, heredera del cercano Señorío de Ramala.
En 1141, el rey Fulco de Jerusalén concedió a Barisán el Castillo de Ibelín, como recompensa por su lealtad durante la rebelión de Hugo II de Jaffa en 1134. Ibelín pasó a formar parte del Condado de Jaffa, que en esos momentos estaba bajo dominio directo del rey. Del matrimonio de Barisán con Helvis nacieron Hugo, Balduino, Barisán, Ermengarde y Estefanía. El joven Barisán llegó a ser conocido como Balián. Junto a Ibelín, la familia también poseía Ramala (heredada por Helvis) y Nablus (entregada a Balián al casarse con María Comnena, la viuda del rey Amalarico I de Jerusalén). Balián fue el último en poseer todos estos territorios, ya que pasaron a manos de Saladino en 1187.
La familia recuperó su estatus en tan solo dos generaciones. En los reinos cruzados esta recuperación era mucho más rápida que en Europa, ya que los miembros de las familias nobles morían mucho antes y era necesaria una rápida sustitución.

## La familia desde elsigloXIII
Los descendientes de Balián estuvieron entre los nobles más poderosos del Reino de Jerusalén y el Reino de Chipre.
El primer hijo de Balián, Juan de Ibelín (apodado el Viejo Señor de Beirut), fue el líder de la oposición al Emperador del Sacro Imperio Romano Germánico Federico II, cuando el emperador trató de imponer su autoridad imperial sobre los Estados cruzados. Juan tuvo cinco hijos con Melisenda de Arsuf: Balián, señor de Beirut; Juan, señor de Arsuf y condestable de Jerusalén; Hugo; Balduino, senescal de Chipre; y Guido, condestable de Chipre. Balián de Beirut se casó con Eschiva de Montbéliard y fue el padre de Juan II de Beirut, que se casó con la hija de Guido I de la Roche, Duque de Atenas. Juan de Arsuf fue el padre de Balián de Arsuf, que se casó con Plaisance de Antioquía. Guido de Ibelín, condestable de Chipre, fue el padre de Isabel, que se casó con Hugo III de Chipre.
El segundo hijo de Balián, Felipe de Ibelín, fue regente de Chipre ayudando a su sobrina, la reina viuda Alicia de Champaña. Junto a Alicia de Montbéliard fue el padre de Juan de Ibelín, conde de Jaffa y Ascalón, regente de Jerusalén y autor de las Assizes de la Haute Cour de Jerusalén, el documento legal más importante del reino cruzado. Juan se casó con María de Armenia, hermana del rey Haitón I de Armenia, y fue el padre de Jacobo de Ibelín, conde de Jaffa y Ascalón y también un notable jurista; y de Guido de Ibelín, conde de Jaffa y Ascalón y marido de su prima María, la hija de Haitónon
Varios miembros de la familia se establecieron en el nuevo Reino de Chipre al comienzo del siglo XIII. La mayor parte fue trasladándose allí según se perdía el reino continental. No parece que ningún miembro de la familia Ibelín se haya ido a otro país en este período. Por entonces, algunos miembros de la Familia Embriaco que eran señores de Biblos, cercanos a los Ibelín, adoptaron también el nombre de Ibelín debido a su ascendencia materna común.
A pesar del origen modesto paterno, durante los siglos XIII al XV, los Ibelín se encontraban entre las familias más influyentes del Reino de Chipre, emparentando con hijos menores, nietos y hermanos de reyes (tanto reyes como herederos tienden a encontrar esposas reales). Como algunos de estos príncipes, que en principio no debían heredar, pasaban inesperadamente a ser reyes, algunas de las Ibelín son reinas. Los Ibelín vivieron, gracias a estos matrimonios, entre la más selecta nobleza de Chipre, junto a familias como Montfort, Dampierre, Brunswick, Lusignan, Montbeliard y Gibelet. Se casaron también con otras ramas de Ibelín. Asimismo tenían elevados antepasados: María Comnena pertenecía a la dinastía imperial bizantina de los Comneno y era descendiente de los reyes de Georgia, Bulgaria, la antigua Armenia, Partia, Persia y Siria.
Cuando el Reino de Chipre fue destruido en el siglo XV, los Ibelín aparentemente también perdieron tanto sus tierras como su posición social (y la familia, posiblemente, se extinguió), o al menos, las fuentes ya no hablan más de ellos. Descendientes de los Ibelín, a través de la familia real de Chipre, son varias familias reales de la Europa moderna. Por ejemplo, Ana, Duquesa de Saboya, hija de Jano de Chipre, es la antepasada de los Duques de Saboya, de la familia de La Tremoille príncipes de Talmont y Tarento, de la familia Longueville, de los príncipes de Mónaco, de los soberanos de Baviera, de la Casa de Farnesio de Parma, de los últimos Valois reyes de Francia, de los duques de Lorena, de los Habsburgo-Lorena, de los Borbones de Francia y Navarra y, junto a su progenie, de prácticamente toda la realeza católica de los últimos siglos.

## Señores de Ibelín
- Barisán de Ibelín (1134-1150)
- Hugo de Ibelín (1150-1170)
- Balduino de Ibelín (heredó en 1170, pero lo cedió a Balián)
- Balián de Ibelín (1170-1193)
- Juan de Ibelín (1193-1236)
- posteriormente se asoció el título al Conde de Jaffa y Ascalón

## Árbol familiar
- Barisán de Ibelín (?-1152) c. Helvis de Ramala
  - Hugo de Ibelín (1130/1133-1169/1171) c. Inés de Courtenay
  - Balduino de Ibelín (sobre 1130-1186/1188) c. 1. Richilda de Bethsan, 2. Isabel Gothman, 3. Maria de Tripoli
    - Tomás de Ibelín (antes de 1175-1188)
    - Eschiva de Ibelín (1160-1196/1197) c. Emerico de Chipre
      - Borgoña (1180-1210) c. 1. Ramón VI de Tolosa, 2. Gautier II de Montfaucon
      - Guido, muerto joven
      - Juan, muerto joven
      - Hugo I de Chipre (1194/1195-1218) c. Alicia de Champaña
        - María de Lusignan (antes de 1215-1252/1254) c. Gautier IV de Brienne
          - Hugo de Brienne (1240-1296) c. 1. Isabel de La Roche, 2. Elena Comnena Dukaina
            - Gualterio V de Brienne (1275-1311) c. Juana de Châtillon
              - Gualterio VI de Brienne (1304-1356) c. 1. Margarita de Tarento, 2. Juana de Brienne
                - Juana
                - Margarita

              - Isabel de Brienne (1306-1360) c. Gautier III de Enghien
                - descendientes de Enghien en el Reino de Nápoles y Sicilia, en el Ducado de Ferrara, en el Ducado de Mantua, etc

            - Inés de Brienne c. Juan, Conde de Joigny
            - Juana de Brienne c. Nicolás Sanudo

        - Isabel de Antioquía (1216-1264) c. Enrique de Antioquía
          - Hugo III de Chipre (1235-1284) c. Isabel de Ibelín
            - Juan II de Jerusalén (?-1285)
            - Bohemundo de Lusignan (1268-1281)
            - Enrique II de Jerusalén (1271-1324) c. Constanza de Sicilia
            - Amalarico de Lusignan, Príncipe de Tiro (?-1310) c. Isabel, Princesa de Armenia
              - Hugo de Lusignan (?-1318/1323) c. Eschiva de Ibelín
              - Enrique de Lusignan (?-1323)
              - Guido de Lusignan (?-1344) c. 1. Kantakuzene, 2. Teodora Syrgiannaina
                - Isabel de Lusignan (1333-1382/1387) c. Manuel Kantakouzenos

              - Juan de Lusignan (?-1343) c. Sultana de Georgia
                - Bohemundo de Lusignan (?-1364)
                - León VI de Armenia c. Margarita de Soissons
                  - Maria de Lusignan (1370-1381)
                  - Guido de Lusignan (?-1405)
                  - Esteban de Lusignan

              - Bohemundo de Lusignan (?-1344) c. Eufemia de Neghir
                - Bartolomeo de Lusignan (?-después de 1373)

              - Inés (Maria) de Lusignan (?-después de 1309) c. León III de Armenia

            - Maria de Lusignan (1273-1322) c. Jaime II de Aragón
            - Aimerico de Lusignan (1274/1280-1316)
            - Guido de Lusignan (1275/1280-1303) c. Eschiva de Ibelín
              - Hugo IV de Chipre (1295-1359) c. 1. Maria de Ibelín, 2. Alicia de Ibelín
                - Guido de Lusignan (1316-1343) c. Maria de Borbón
                  - Hugo de Lusignan (1335-1385/1386) c. Maria de Morphou

                - Eschiva de Lusignan (1323-1363) c. Fernando de Mallorca
                - Pedro I de Chipre (1328-1369) c. 1. Eschiva de Montfort, 2. Leonor de Gandia
                  - Pedro II de Chipre (1357-1382) c. Valentina Visconti
                  - Margarita (Maria) de Lusignan (1360-1397) c. Jaime de Lusignan
                  - Eschiva de Lusignan (?-antes de 1369)

                - Juan de Lusignan (1329-1375) c. 1. Constanza de Sicilia, 2. Alicia de Ibelín
                  - Jaime de Lusignan (?-1395/1397) c. Margarita (Maria) de Lusignan
                    - Juan de Lusignan (?-1428/1432)
                    - Pedro de Lusignan (?-1451) c. Isabel de Lusignan
                      - Febo de Lusignan

                    - Eleonor de Lusignan (?-1414) c. Enrique de Lusignan
                    - Luisa de Lusignan c. Eudeo de Lusignan

                - Jacobo I de Chipre (1334-1398) c. Helvis de Brunswick-Grubenhagen
                  - Jano de Chipre (1375-1432) c. 1. Angelesia Visconti, 2. Carlota de Borbón-La Marche
                    - Juan II de Chipre (1418-1458) c. 1. Amadea Palaiologina de Montferrat, 2. Elena Palaiologina
                      - Carlota de Chipre (1422/1443-1487) c. 1. Juan de Portugal, 2. Luis de Saboya, Conde de Génova
                      - Cleofa de Lusignan

                    - Jacobo de Lusignan (?-1426)
                    - Ana de Lusignan (1415/1419-1462) c. Luis de Saboya
                      - descendientes del Ducado de Saboya

                    - Maria de Lusignan (?-1437)
                    - Aloisio de Lusignan (1408-1421)
                    - Guido de Lusignan (?-después de 1433) c. Isabel Babin
                      - Jacqua de Lusignan
                      - Eleonor de Lusignan

                    - una hija desconocida c. Garceran Suarez de los Cernadilla

                  - Felipe de Lusignan (?-1430)
                    - Lancelot de Lusignan (?-después de 1450)

                  - Enrique de Lusignan (?-1427) c. Eleonor de Lusignan
                  - Eudeo de Lusignan (?-1421) c. Luisa de Lusignan
                  - Hugo Lancelot de Lusignan (?-1442)
                  - Guido de Lusignan
                  - una hija desconocida (?-1374)
                  - Jacqua de Lusignan
                  - Eschiva de Lusignan (?-después de 1406) c. Sclavus de Asperg
                  - María de Lusignan (1381-1404) c. Ladislao I de Nápoles
                  - Inés de Lusignan (1382-1459)
                  - Isabel de Lusignan c. Pedro de Lusignan

                - Tomás de Lusignan (?-1340)
                - Pedro de Lusignan (?-1353)
                - Margarita de Lusignan c. Gualtiero de Dampierre

              - Isabel de Lusignan (1296/1300-después de 1340) c. Eudeo de Dampierre

            - Margarita de Lusignan (1276-1296) c. Toros III de Armenia
              - León III de Armenia (1287-1307) c. Inés de Lusignan

            - Alicia de Lusignan (1277/1280-1324) c. Balián de Ibelín
            - Helvis de Lusignan (?-1324) c. Haitón II de Armenia
            - Isabel de Lusignan (1280-1319) c. 1. Constantino de Neghir, 2. Oshin de Armenia

        - Enrique I de Chipre (1217-1253) c. 1. Alix de Montferrat, 2. Estefania de Lampron, 3. Plaisance de Antioquía
          - Hugo II de Chipre (1252/1253-1267)

      - Helvis c. Raimundo Rubén de Antioquía
        - María de Antioquía (1215-?) c. Felipe de Montfort
          - Juan de Montfort (?-1283) c. Margarita de Lusignan
          - Hunfredo de Montfort (?-1284) c. Eschiva de Ibelín
            - Amalarico de Montfort (?-1304)
            - Rubén de Montfort (?-1313)
            - un hijo desconocido
            - Alix (Helvis)

          - Alix
          - Helvis

      - Alix, muerta joven

    - Estefanía de Ibelín c. Amalarico, Vizconde de Nablus

  - Balián de Ibelín (a principios de los 1140-1193) c. María Comnena
    - Helvis de Ibelín c. 1. Reinaldo de Sidón, 2. Guido de Montfort
      - Inés c. Rafael de Tiberiades
      - Femia (Eufemia) c. Eudeo de Tiberiades
      - Balián I de Grenier (?-1241) c. Margarita de Brienne
        - Julián de Grenier (?-1275) c. Eufemia de Armenia
          - Balián II de Grenier (?-1277)
          - Juan (?-1289)
          - Margarita c. Guido II Embriaco

      - Felipe de Montfort

    - Juan de Ibelín (1179-1236) c. 1. Helvis de Nefin, 2. Melisenda de Arsuf
      - Balián de Beirut (?-1247) c. Eschiva de Montbéliard
        - Juan II de Beirut (?-1264)
          - Isabel de Ibelín (1252-1282) c. 1. Hugo II de Chipre, 2. Haimo Letrange, 3. Nicolás Laleman, 4. Guillermo Berlais
          - Eschiva de Ibelín (1253-1312) c. 1. Hunfredo de Montfort, 2. Guido de Lusignan
            - Amalarico de Montfort (?-1304)
            - Rubén de Montfort (?-1313)
            - Alix de Montfort
            - Helvis de Montfort
            - Hugo IV de Chipre (1295-1359) c. 1. María de Ibelín, 2. Alicia de Ibelín
            - Isabel de Lusignan (1298-1330) c. Eudeo de Dampierre

      - Juan de Arsuf (1211-1258) c. Alicia de Haifa
        - Balián de Arsuf (1239-1277) c. Plaisance de Antioquía

      - Hugo de Ibelín (1213-1238)
      - Balduino de Ibelín (?-1266) c. Alix de Bethsan
        - Juan de Ibelín c. Isabel Rivet
          - Balduino de Ibelín c. Margarita de Biblos
            - Isabel de Ibelín(?-1315) c. Guido de Ibelín (1286-1308)
              - Alix de Ibelín c. Hugo IV de Chipre

        - Felipe
        - Guido c. María de Armenia
        - Balián c. Margarita Visconti
        - Hugo (?-1315)
        - Melisenda, muerta joven

      - Guido de Ibelín c. Felipa Berlais
        - Balduino
        - Juan (?-1277)
        - Aimerico
        - Balián (1240-1302) c. Alicia de Lampron
          - Guido de Ibelín (1286-1308) c. Isabel de Ibelín
            - Alix de Ibelín c. Hugo IV de Chipre

        - Felipe (1253-1318)
        - Isabel de Ibelín (1241-1324) c. Hugo III de Chipre
        - Alicia c. Eudeo de Dampierre
        - Eschiva
        - Melisenda
        - María

    - Margarita c. 1. Hugo de Saint-Omer, 2. Gutierre III de Cesarea
    - Felipe de Ibelín c. Alicia de Montbéliard
      - Juan de Ibelín (1215-1266) c. Maria de Barbaron
        - Jaime (1240-1276) c. Maria de Montbéliard
        - Felipe (?-después de 1263)
        - Guido (1250-1304) c. Maria, Señora de Naumachia
        - Juan (?-después de 1263)
        - Hethum
        - Oshin
        - Margarita (1245-después de 1317)
        - Isabel (1250-después de 1298) c. Sempad de Saravantikar
        - María (?-después de 1298) c. 1. Vahran de Hanousse, 2. Gregorio Tardif

  - Hermengarda de Ibelín (?-1160/1167)
  - Estefanía de Ibelín (?-después de 1167)

- Datos: Q1142429
- Multimedia: House of Ibelin / Q1142429